# Peter Czernin (Architekt)
Peter Philipp Arthur Czernin (* 17. Juli 1932 in Graz; † 31. Jänner 2016) war ein österreichischer Architekt. Im Jahr 2004 wurde er vom Land Wien mit dem Goldenen Ehrenzeichen für Verdienste um das Land Wien ausgezeichnet.

## Leben

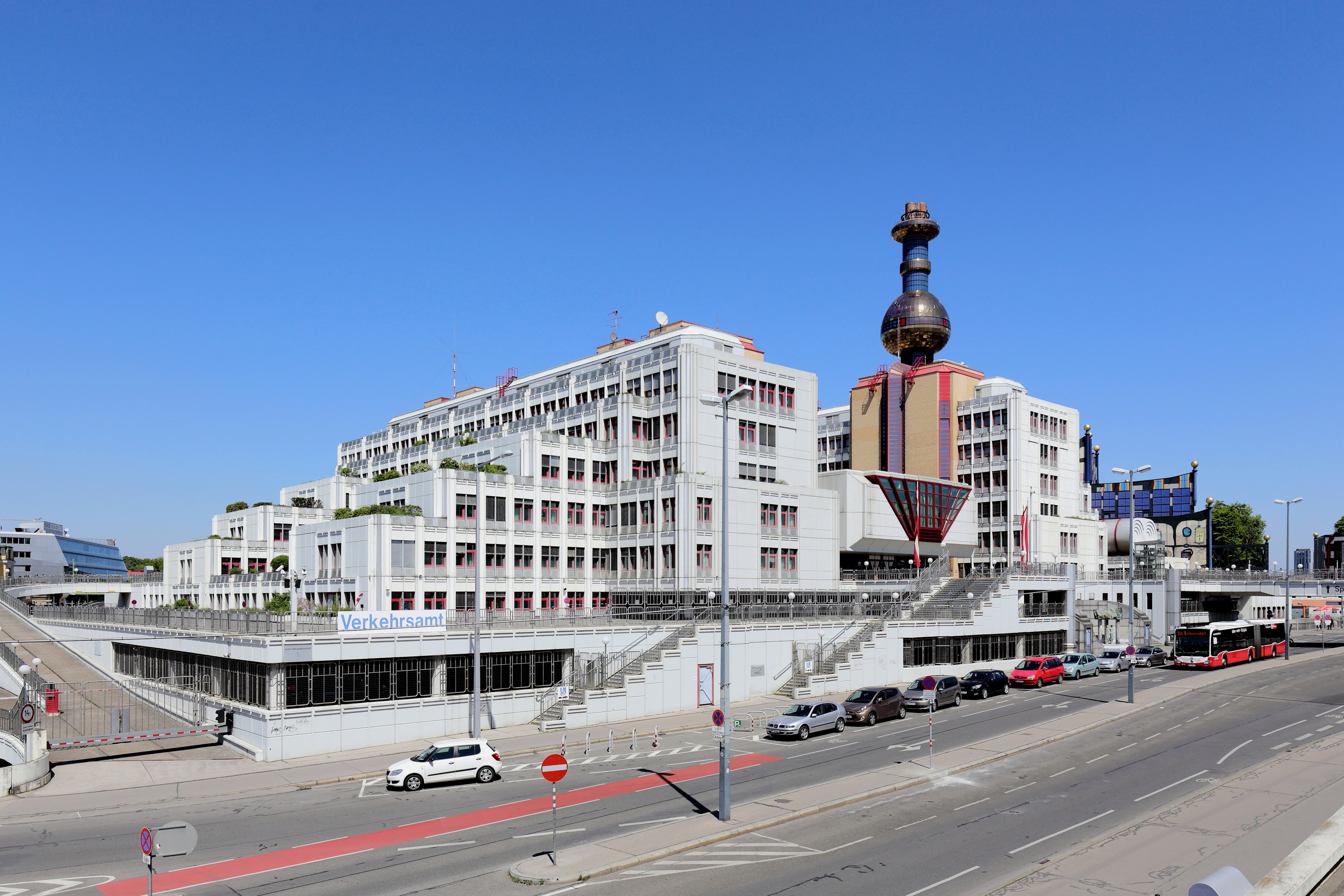
Bundesamtsgebäude Liechtenwerderplatz (1986–1989)

Czernin maturierte 1950 und legte im selben Jahr erfolgreich die Gesellenprüfung für Maurer ab. Im Anschluss absolvierte er mit erfolgreichen Abschluss im Jahr 1954 ein Studium der Architektur an der Universität für Angewandte Kunst in Wien. Im Jahr 1956 wurde er Mitarbeiter der Architekten-ARGE Karl Schwanzer, Max Fellerer und Eugen Wörle. 1958 ging er einer Arbeitsgemeinschaft mit Matthias Lukas Lang und Anton Schweighofer ein. 1965 wurde er Mitglied der österreichischen UNESCO-Kommission für architektonische und bausoziologische Fragen. Im Jahr 1969 machte er sich selbstständig und gründete in Wien sein eigenes Architektur- und Ingenieurbüro. Zu seinen Projekten zählen u. a. das CA-Verwaltungsgebäude und das Bundesamtsgebäude Liechtenwerderplatz im Zuge der Überbauung der Franz-Josef-Bahnhof-Gleisanlagen, das Schulungszentrum Stiftskaserne sowie zahlreiche Wohnbebauungen in verschiedenen Wiener Gemeindebezirken.
Von 1980 bis 1999 übte Czernin mehrere Lehrtätigkeiten an Universitäten aus und befasste sich mit bauhistorischen und bausoziologischen Fragen.
Er wurde am Grinzinger Friedhof bestattet.

## Werke (Auswahl)

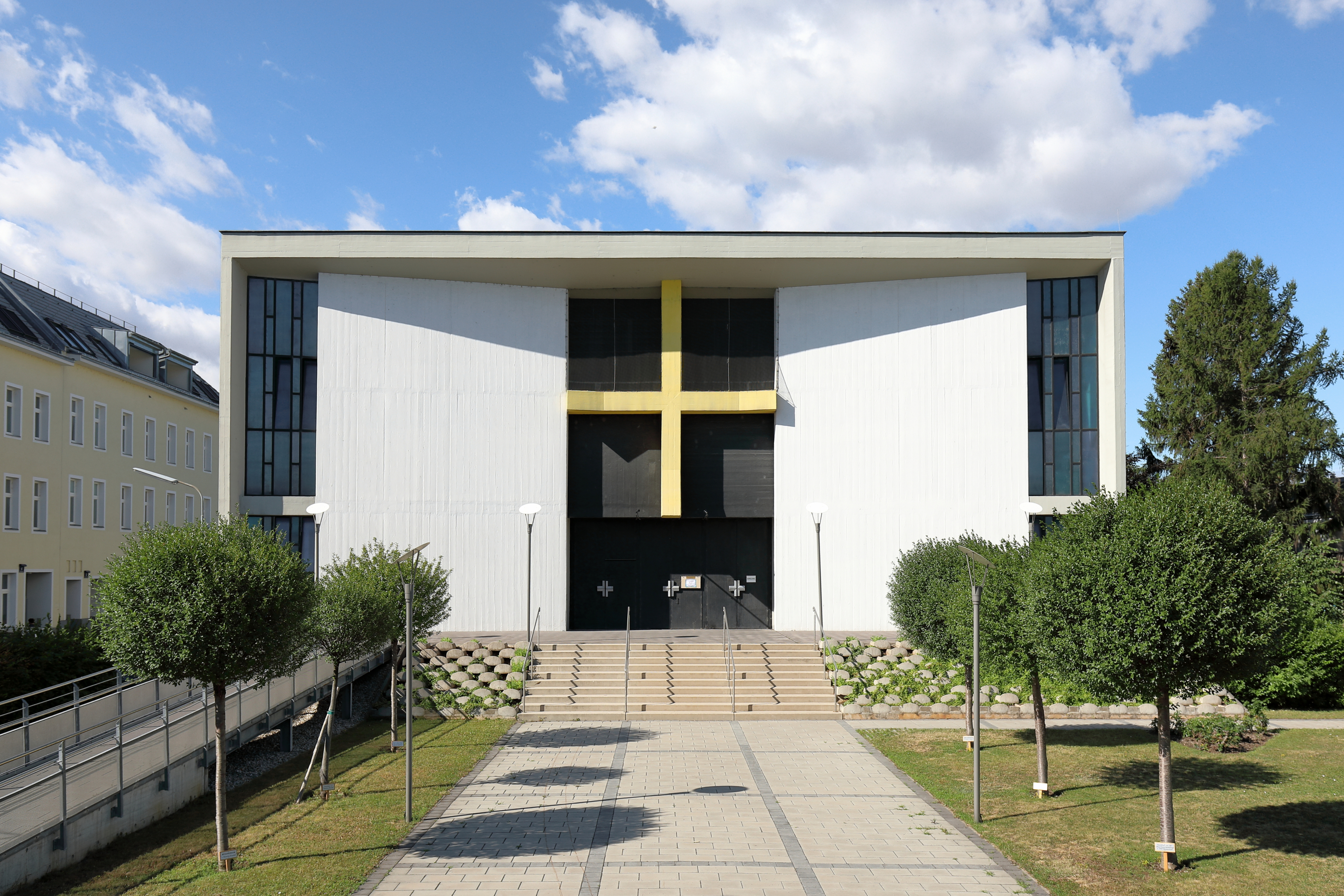
Neukagraner Pfarrkirche
(1959–1960)

- Neukagraner Pfarrkirche (mit Lukas Matthias Lang; 1959–1960)[5]
- Großfeldsiedlung (mit anderen Architekten; 1966–1971)[6]
- Bundesamtsgebäude Radetzkystraße (1981–1986)[7]
- Hotel Marriott am Parkring (mit Harry Glück; 1985)[2]

## Auszeichnungen
- 1982: Berufstitel „Baurat h.c.“
- 2000: Ehrenkreuz für Wissenschaft und Kunst erster Klasse
- 2004: Goldenes Ehrenzeichen für Verdienste um das Land Wien